# Vallericca
Vallericca è una frazione di Roma Capitale, situata in zona Z. III Marcigliana, nel territorio del Municipio Roma III.
Sorge a cavallo di via di Valle Ricca, presso il confine fra Roma Capitale e il comune di Monterotondo, a nord della Riserva naturale della Marcigliana.
Nel lato ovest lungo la via di Valle Ricca, sorge l'area industriale di Ficarone.